# Reflection
„Reflection” – piosenka popowa stworzona na ścieżkę dźwiękową z filmu animowanego Mulan (1998). Wykonywany przez amerykańską piosenkarkę Christinę Aguilerę oraz wyprodukowany przez Matthew Wildera i Davida Zippela, utwór wydany został jako jedyny singel promujący soundtrack dnia 2 czerwca 1998 roku. Jest to debiutancki indywidualny singel Aguilery (a drugi w jej karierze po „All I Wanna Do”, nagranym z Keizo Nakanishim). Utwór śpiewany był także przez filipińską aktorką i wokalistkę Leę Salongę.
Tematyka piosenki dotyczy poszukiwań własnej tożsamości. Utwór objął miejsce piętnaste listy magazynu Billboard Adult Contemporary oraz ulokował się na pozycji #34 w zestawieniu przebojów singlowych Australii ARIA Top 100 Singles. Pomimo mieszanych opinii krytyków muzycznych, w 1998 nagranie nominowano do nagrody Złotego Globu w kategorii najlepsza piosenka filmowa. W 2020 roku wydano uwspółcześnioną wersję utworu, także nagraną przez Christinę Aguilerę.

## Informacje o utworze
Pierwotną, roboczą wersję utworu Aguilera nagrywała na własną rękę, na kasecie magnetofonowej. Piosenkę nagrano w lutym 1998 roku w Los Angeles oraz opublikowano nakładem Hollywood Records, wytwórni będącej własnością The Walt Disney Company. Po nagraniu utworu, który realizowany był jako motyw przewodni do disnejowskiego filmu animowanego Mulan (1998), Christina Aguilera podpisała kontrakt z wytwórnią płytową RCA Records, dzięki której nagrała swój debiutancki album studyjny. „Reflection” to łagodna ballada popowa, skomponowana w tonacji G-dur i w tempie 92 BPM. Przypisano jej przynależność do gatunku adult contemporary. Jej tematyka dotyczy poszukiwań własnej tożsamości (w jednym z wersów wykonawczyni śpiewa: „kim jestem wewnątrz?”), ale też empowermentu. Autorami oraz producentami utworu są Matthew Wilder i David Zippel.
Piosenkę zawarto nie tylko na ścieżce dźwiękowej Mulan: An Original Walt Disney Records Soundtrack, ale też albumie Christina Aguilera (1999). Alternatywną, hiszpańskojęzyczną wersję utworu, zatytułowaną „Mi Reflejo”, Aguilera nagrała na krążek pod tym samym tytułem z 2000 roku. Edyta Górniak nagrała polską wersję „Reflection” – „Lustro”, która została uwzględniona w polskojęzycznej odsłonie animowanego filmu. W greckiej odsłonie ścieżki dźwiękowej Vanessa-Mae wykonuje instrumentalną wersję ballady, a w latynoamerykańskiej aktorka Lucero Hogaza León śpiewa piosenkę po hiszpańsku. Coco Lee, Sandy Leah Lima i Syria śpiewają balladę na soundtrackach do mandaryńskiej, brazylijskiej i włoskiej wersji filmowego projektu. Po latach od premiery filmu i ścieżki dźwiękowej, w listopadzie 2012 roku, redaktorzy magazynu Billboard uwzględnili nagranie utworu „Reflection” na liście dziesięciu najważniejszych momentów kariery Christiny Aguilery.

### Covery
Poza artystkami, które nagrały utwór we własnych wersjach językowych na rzecz dystrybucji filmu Mulan w ich krajach, cover piosenki zrealizowały nastoletnia amerykańska wokalistka Jackie Evancho oraz piosenkarka i producentka muzyczna z Australii, Jessica Holmick. Wersja Evancho znalazła się na albumie Songs from the Silver Screen z 2012 roku, zawierającym przeróbki przebojów z filmowych ścieżek dźwiękowych. Holmick nagrała balladę w 2010. Jessie J zaśpiewała piosenkę w chińskim programie telewizyjnym Singer (2018).

## Wydanie singla
„Reflection” wydano 2 czerwca 1998 roku. Singel opublikowany został fizycznie, na płytach kompaktowych, a także w formacie airplay; nie spotkał się jednak z szeroką dystrybucją, co zaowocowało brakiem jego powodzenia komercyjnego. Jeszcze w czerwcu utwór zadebiutował w notowaniu magazynu Billboard Adult Contemporary, gdzie zajął ostatecznie szczytne miejsce piętnaste. Nie będąc notowanym na innych listach Billboardu, singel minął się z sukcesem w Stanach Zjednoczonych. Na liście przebojów singlowych Filipin kompozycja objęła wysokie drugie miejsce, zaś na australijskiej ARIA Top 100 Singles ulokowała się w Top 40 zestawienia, na miejscu trzydziestym czwartym. Na Filipinach singel „Reflection” uznawany był za najbardziej rozpoznawalną piosenkę Christiny Aguilery. W grudniu 1998 utwór zestawiony został w końcoworocznym notowaniu najpopularniejszych singli w Tajwanie, na miejscu siedemdziesiątym. Sprzedano w sumie ponad trzysta dwadzieścia osiem tysięcy egzemplarzy singla. W 2014 roku „Reflection” niespodziewanie objął miejsce osiemdziesiąte szóste listy przebojów singlowych w Korei Południowej.

## Opinie
Redaktorzy portalu internetowego PopCrush.com umieścili „Reflection” na czwartym miejscu rankingu najlepszych piosenek Christiny Aguilery. Zdaniem dziennikarzy serwisu the-rockferry.pl, ballada stanowi jedną z najlepszych kompozycji nagranych przez Aguilerę w latach 1997–2010, jest jednym z najbardziej pamiętnych momentów w karierze artystki. Muri Assunção, redaktor Billboardu, okrzyknął utwór jako hymn społeczności LGBT, zwłaszcza osób transpłciowych. W rankingu dla strony BuzzFeed.com Jenna Guillaume uznała, że „Reflection” to jedna z najlepszych piosenek w całym kanonie disnejowskim.

### Recenzje
Odbiór utworu przez krytyków muzycznych był mieszany; „Reflection” uzyskał tak negatywne, jak i pozytywne recenzje. Wielu dziennikarzy zarzucało piosence przewidywalność i krytykowało kontekst liryczny. Stephen Thomas Erlewine z serwisu internetowego AllMusic określił utwór jako „płaski i niepamiętny”. Nikki Tranter (PopMatters) uznała „Reflection” za „ładną kompozycję, bez nieprzyjemnie-popowego bitu, którym zasłynęła Aguilera”. Ricky Wright (Amazon.com) zarzucił utworowi szablonowość i doszedł do wniosku, że „Reflection” brzmi „jakby wyjęty został wprost z foremek do ciasta”. Recenzent piszący dla czasopisma Billboard chwalił singel. W swym omówieniu napisał: „Urocza ścieżka dźwiękowa do filmu Mulan posiada niepodważalny walor: zadumaną popową balladę ‘Reflection’. Napuszona, power-balladowa postawa, właściwa dla większości disneyowskich singli, nijak ma się do piosenki charakteryzującej się delikatną akustyką, zgłębiającej orędzie miłości do samego siebie”. Dziennikarz uznał również, że „Reflection” ma szanse sprawdzić się w dwóch formatach radiowych: adult contemporary (AC) i top 40. Według Bianki Gracie z witryny o nazwie Idolator, „Reflection” jest „lekko tandetną” balladą, która „nie odzwierciedla prawdziwego artyzmu wykonawczyni”.
Redaktor portalu Slashfilm Hoai-Tran Bui uznał, że „Reflection” to „rzadki przypadek disnejowskiej piosenki, która odzwierciedla wrażliwość słuchaczy współczesnego popu, będąc przy tym cholernie dobrym nagraniem”. Według opiniodawcy utwór zasłużenie nosi status ikonicznego. Brent Faulkner (The Musical Hype) chwalił Aguilerę za dojrzałą interpretację wokalną.

## Teledysk
Do utworu powstał wideoklip, który kręcony był w chińskim pawilonie ogrodowym w lunaparku Walt Disney World Resort na Florydzie. W klipie Aguilera, ubrana w niebieski t-shirt i czarny płaszcz, odśpiewuje piosenkę w różnych sceneriach pawilonu. Na przemian z tymi ujęciami prezentowane są animowane sceny z filmu Mulan. Klip został załączony jako bonus do wydania DVD Mulan w Stanach Zjednoczonych. Jest natomiast jednym z kilku teledysków, których nie można znaleźć na oficjalnym kanale VEVO Aguilery w serwisie YouTube. Elizabeth Learned, redaktorka witryny thecelebritycafe.com, uznała wideo za jedno z najlepszych w karierze Aguilery. Learned chwaliła scenografię teledysku, a także ukazane w nim animowane kadry, które – jak uznała – dostarczają całości surrealistycznej aury.

## Promocja i wykonania koncertowe
Christina Aguilera wykonała utwór podczas audycji telewizyjnych: programów typu talk-show CBS This Morning (obecnie The Early Show) stacji CBS oraz Donnie & Marie telewizji syndykacyjnej, a także The Music Factory Nederland holenderskiej stacji TMF NL. 1 października 1999 odbył się występ Aguilery podczas gali Pleasure Island Concert. Artystka zaśpiewała wtedy między innymi „Reflection” i „Genie in a Bottle”. 17 maja 2000 wokalistka wystąpiła z balladą w trakcie programu kanadyjskiej telewizji MuchMusic pt. Intimate and Interactive. Jeszcze w 2000 wykonanie przez Aguilerę piosenki „Reflection” zostało zarejestrowane przez kanał ABC, na rzecz specjalnego programu telewizyjnego. Wideo wydano na dyskach DVD wraz z koncertowym albumem My Reflection.
Aguilera wystąpiła z balladą ponownie w 2019. Utwór stał się bowiem częścią rezydentury The Xperience, trwającej od maja do października tego roku. Latem 2019 nagranie wpisano na setlistę europejskiej trasy koncertowej The X Tour. 23 sierpnia 2019 artystka zaśpiewała piosenkę podczas ceremonii The Disney Legends Awards, gdzie przyznano jej nagrodę ufundowaną przez The Walt Disney Company.

## Nagrody i wyróżnienia

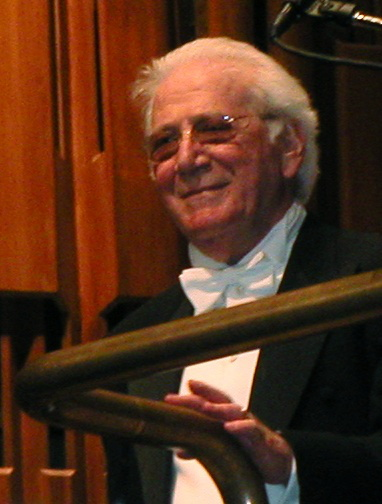
Zdobywca Oscara, kompozytor Jerry Goldsmith, jest odpowiedzialny za dyrekcję instrumentów muzycznych, wykorzystanych podczas nagrywania utworu.

| Rok  | Ceremonia                            | Nagroda                                                        | Rezultat  |
| ---- | ------------------------------------ | -------------------------------------------------------------- | --------- |
| 1999 | Golden Globe Awards                  | najlepsza piosenka                                             | Nominacja |
| 1999 | ALMA Awards                          | wybitne wykonanie utworu pochodzącego z filmu pełnometrażowego | Nominacja |
| 1999 | Online Film & Television Association | najlepsza piosenka oryginalna                                  | Nominacja |

## Lista utworów singla
Singel CD
1. „Reflection” – 3:33

## Twórcy
- Główne wokale: Christina Aguilera
- Produkcja i aranżacja: Matthew Wilder, David Zippel
- Autor: Matthew Wilder, David Zippel
- Mixer: Peter Mokran, współpr. Tony Flores
- Inżynier dźwięku: Phil Kaffel
- Dowodzący instrumentami: Jerry Goldsmith, Aaron Zigman

## Pozycje na listach przebojów
| Kraj/region                  | Notowanie (1998–2020)  | Wydawca           | Najwyższa pozycja |
| ---------------------------- | ---------------------- | ----------------- | ----------------- |
| Australia                    | Top 100 Singles        | ARIA Charts       | 34                |
| Filipiny                     | Official Singles Chart | PARI              | 2                 |
| Filipiny                     | Top 30 Singles         | Music Weekly Asia | 14                |
| Indonezja                    | Top 30 Singles         | Music Weekly Asia | 22                |
| Korea Południowa             | Top 100 Singles        | Gaon Chart        | 86                |
| Republika Południowej Afryki | Top 100 Singles        | RISA              | 87                |
| Singapur                     | Top 30 Singles         | Music Weekly Asia | 26                |
| Stany Zjednoczone            | Adult Contemporary     | Billboard         | 15                |

### Listy końcoworoczne
| Kraj   | Notowanie (1998) | Wydawca | Pozycja |
| ------ | ---------------- | ------- | ------- |
| Tajwan | Top 50 Singles   | RIT     | 70      |

## Wersja z 2020 roku
„Reflection” – piosenka wykonywana przez amerykańską wokalistkę Christinę Aguilerę i pochodząca ze ścieżki dźwiękowej do filmu Mulan (2020) – aktorskiej wersji animacji z 1998 roku. Napisany przez Matthew Wildera i Davida Zippela oraz wyprodukowany przez Harry’ego Gregsona-Williamsa, utwór został wydany na singlu 28 sierpnia 2020 roku.

### Informacje o utworze
26 lutego 2020 roku podczas koncertu otwierającego trzeci segment rezydentury The Xperience Aguilera poinformowała o nagraniu nowej wersji „Reflection”. Wkrótce potem powiedziała w komunikacie prasowym: „Nagranie oryginalnej aranżacji «Reflection» zbiegło się dla mnie z podpisaniem pierwszego kontraktu płytowego. Powrót do świata Mulan, tak głębokiego znaczeniowo, uważam za coś niesamowitego.”
Utwór określono jako power balladę. Za produkcję nagrania odpowiada kompozytor Harry Gregson-Williams. Według dziennikarza muzycznego Christiana Rivery twórcy nowej wersji „Reflection” uszanowali strukturę muzyczną i aranżację pierwowzoru, dbając przy tym, by nie stanowiła jego kopii. Z tego powodu produkcja jest współcześniejsza, obfituje w większą ilość brzmień instrumentalnych, ale też elektronicznych. W procesie nagrywania wykorzystano instrumenty smyczkowe, perkusyjne oraz bębnowe, których gromki ton nadaje piosence „epickiego” charakteru. Cytując Riverę, pokrywa się to ze specyfiką filmu, który nastawiony jest na akcję i sceny bitewne. Podobne zdanie miała Aguilera, która powiedziała: „Nowa wersja «Reflection» posiada poważniejszy tembr. Chciałam, by opierała się na potężnej instrumentacji, zaśpiewałam ją donośniej.”
Alternatywne wersje utworu, przeznaczone na rynek azjatycki nagrały: Minami Kizuki (Japonia), Lee Su-hyun (Korea Południowa), Coco Lee i Liu Yifei (Chiny).

### Wydanie singla
Wkrótce po wydaniu singel odniósł sukces na listach przebojów iTunes Store. Zajął miejsce pierwsze między innymi w Grecji, Argentynie, Singapurze, Ekwadorze, Republice Dominikańskiej, Kostaryce i Gwatemali, plasując się ponadto na pozycji trzeciej w Hiszpanii i Tajlandii oraz dwunastej w Stanach Zjednoczonych. Objął miejsce w Top 10 notowania meksykańskiego, brazylijskiego i filipińskiego. Na liście najpopularniejszych wydawnictw soundtrackowych w USA (iTunes Top 100 Soundtrack Songs) piosenka dotarła do pozycji szczytowej jeszcze w dniu premiery.
Na Filipinach utwór debiutował z pozycji piętnastej w notowaniu Music Weekly Asia Top 30 Singles dnia 7 września 2020 roku, by po tygodniu wspiąć się na miejsce piąte.

### Opinie i recenzje
Utwór został ciepło przyjęty przez słuchaczy. Zyskał też pozytywne recenzje krytyków. Christian Rivera, redaktor serwisu Wipy, chwalił interpretację wokalną Aguilery, uznając jej głos za „doskonały”. Dodał, że tessitura artystki stała się bogatsza niż kiedykolwiek i „niewielu śpiewaków w historii mogło wykazać się takim talentem, jak ona”. Kelsie Gibson napisała w omówieniu dla portalu PopSugar UK, że Aguilera „z łatwością trafia we wszystkie właściwe tony”, a potęga jej wokalu wzrusza, wywołując „falę łez”. Według dziennikarki nowa wersja „Reflection” „może być jeszcze lepsza niż oryginał”. Tego samego zdania była Julie Scagell, która w recenzji dla Yahoo! uznała, że „Aguilera brzmi w nowym «Reflection» lepiej niż kiedykolwiek wcześniej”, a sama piosenka wywołuje dreszcze. Redaktor serwisu TooFab pisał, że finałowe sekundy piosenki „mogą rywalizować” z oryginałem, a Aguilera „przechodzi siebie samą, uderzając w wysokie tony głosowe”. Johnny M. Gayzmonic (Fanboys of the Universe) stwierdził, że nagranie jest wspaniałe, lepsze niż film, z którego pochodzi, a Albert Nowicki (We’ll Always Have the Movies) wspomniał o „odświeżonej aranżacji”, dzięki której utwór „zyskał drugie życie” i z miejsca zasłużył sobie na Oscara.
W grudniu 2020 Kelsie Gibson z serwisu PopSugar UK wskazała premierę „Reflection” jako jeden z „najbardziej nostalgicznych momentów roku”.

### Teledysk
W teledysku do utworu Aguilera ubrana jest w błękitną suknię wieczorową i śpiewa na zaciemnionej scenie, otoczona wodą. W tafli, zgodnie z tytułem piosenki, odbija się jej odbicie. Kostium zaprojektowała Iris van Herpen, słynąca z kolekcji haute couture. Ujęcia emotywnego występu przeplatają się ze scenami filmowymi, z udziałem Liu Yifei. Trwają one maksymalnie po pięć sekund i nie zawierają spoilerów. Wideoklip wyreżyserowała Niki Caro, twórczyni Mulan. Pracowała ona z Aguilerą także nad wizualizacjami do piosenek „Loyal Brave True” i „El mejor guerrero”. Premiera miała miejsce 28 sierpnia 2020 roku. Tego samego dnia na kanale Walt Disney Studios w serwisie YouTube udostępniono materiał specjalny, przedstawiający kulisy powstawania teledysku i rozmowę z Aguilerą. Rania Anifto, dziennikarka Billboardu, uznała, że wideoklip jest „zachwycający”. 1 września teledysk miał ponad dziewięćdziesiąt osiem procent pozytywnych reakcji (polubień) na YouTubie.
Współtwórcy
- Reżyseria: Niki Caro[56]
- Kostiumy: Iris van Herpen[62]
- Stylizacja: Karen Clarkson[62]
- Charakteryzacja: Etienne Ortega[62]

### Promocja i wykonania koncertowe

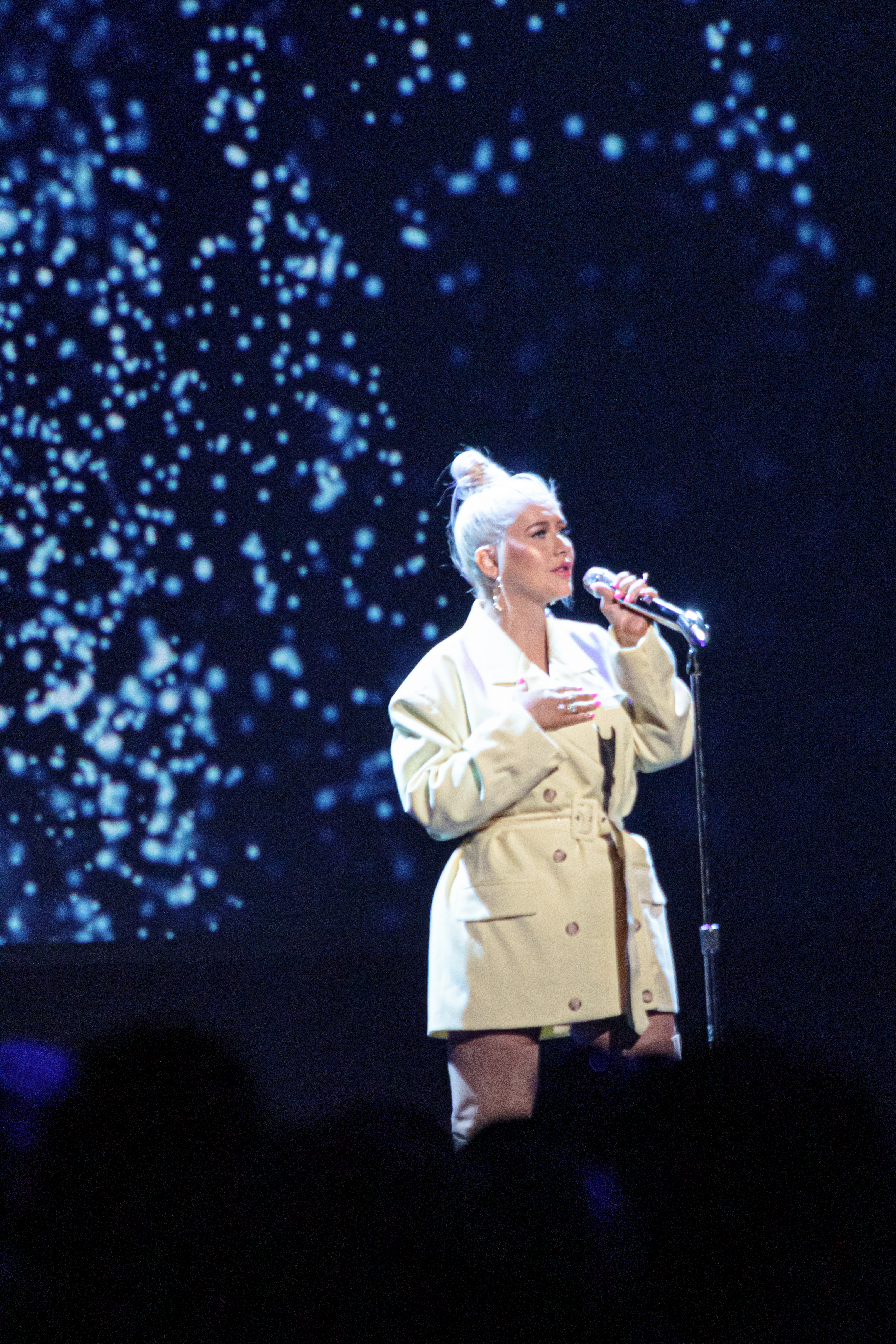
Aguilera wykonuje utwór „Reflection” w trakcie D23 Expo, w sierpniu 2019 roku.

31 sierpnia 2020 roku stacja ABC wyemitowała odcinek programu Good Morning America, w którym Aguilera wykonuje piosenki „Reflection” oraz „Loyal Brave True”. Z racji pandemii koronawirusa występ nagrano zdalnie, przed premierą odcinka, a ekipa realizacyjna miała na sobie maski ochronne. Artystka zaśpiewała utwory w naturalnie oświetlonym ogrodzie, ubrana w czarny żakiet oraz szpilki „Opyum” Yves’a Saint Laurenta, z krwistoczerwoną szminką na ustach. Występ opublikowano następnie na kanale DisneyMusicVEVO w serwisie YouTube. 8 września 2020 na kanale prezenterki radiowej Ellen K w YouTubie pojawił się wywiad z Aguilerą, promująca utwór „Reflection” i film Mulan. 17 września wokalistka gościła w studiu Zane’a Lowe, który przeprowadził z nią wywiad w ramach swojej audycji At Home with Apple Music. Podczas rozmowy promowano piosenki „Reflection” i „Loyal Brave True”. Także we wrześniu wyemitowany został odcinek programu rozrywkowego ABC Dancing with the Stars, w którym mistrz USA w łyżwiarstwie figurowym Johnny Weir wykonuje układ taneczny w rytm utworu.
W grudniu 2020 roku Aguilera zaśpiewała „Reflection” podczas koncertu organizowanego przez przedsiębiorstwo W. R. Berkley Corporation w Los Angeles. Jesienią 2021 wykonała utwór w Lake Buena Vista, podczas ceremonii celebrującej pięćdziesięciolecie powstania parku rozrywki Walt Disney World.

### Spuścizna
Na początku września 2020 roku w sieci pojawił się klip, w którym mistrz USA w łyżwiarstwie figurowym, Johnny Weir, pojawia się na lodowisku i wykonuje układ taneczny w rytm piosenki.

### Twórcy
- Główne wokale: Christina Aguilera[74]
- Producent: Harry Gregson-Williams[74]
- Autor: David Zippel, Matthew Wilder[74]
- Miksowanie: Manny Marroquin[74]
- Chórki: Chris Mann[75] i in.

### Pozycje na listach przebojów
| Kraj              | Notowanie (2020)       | Wydawca           | Najwyższa pozycja |
| ----------------- | ---------------------- | ----------------- | ----------------- |
| Filipiny          | Top 30 Singles         | Music Weekly Asia | 5                 |
| Indonezja         | Top 30 Singles         | Music Weekly Asia | 12                |
| Malezja           | Top 30 Singles         | Music Weekly Asia | 25                |
| Singapur          | Top 30 Singles         | Music Weekly Asia | 8                 |
| Singapur          | Top Streaming Chart    | RIAS              | 21                |
| Stany Zjednoczone | Digital Song Sales     | Billboard         | 20                |
| Stany Zjednoczone | LyricFind Global Chart | Billboard         | 22                |
| Stany Zjednoczone | LyricFind U.S. Chart   | Billboard         | 5                 |
| Szkocja           | Top 100 Singles        | OCC               | 42                |
| Tajlandia         | Top 30 Singles         | Music Weekly Asia | 23                |
| Tajwan            | Top 10 Airplay         | Hit FM            | 1                 |
| Wielka Brytania   | UK Download Chart      | OCC               | 35                |

Notowania radiowe/internetowe
| Kraj  | Notowanie (2020)  | Wydawca  | Najwyższa pozycja | Data osiągnięcia pozycji szczytowej |
| ----- | ----------------- | -------- | ----------------- | ----------------------------------- |
| Chiny | Top Western Songs | QQ Music | 9                 | 2020−09−11                          |